# Croix des Cabannes
La croix des Cabannes est une croix monumentale catholique en fer forgé située à Les Cabannes, dans le Tarn, en région Occitanie.

## Histoire
Forgée au XVIe siècle, la croix des Cabannes est scellée sur son socle de pierre. Des fleurs de lys terminent les croisillons, et étant à égale distance du milieu de la croix, cela forme une croix grecque. Elle se trouve sur la place de l'église, face à l'église Saint-Antoine des Cabannes, inscrite monument historique.
La croix des Cabannes est inscrite au titre de monument historique depuis le 11 août 1975.